# Berdejo
Berdejo es un municipio de España perteneciente a la provincia de Zaragoza, en la comunidad autónoma de Aragón. Ubicado en la comarca de la Comunidad de Calatayud, tiene una población de 38 habitantes (INE 2024).

## Geografía
Integrado en la comarca de Comunidad de Calatayud, se sitúa a 126 km de Zaragoza. El término municipal está atravesado por la carretera nacional N-234, en el pK 298, y por la carretera autonómica A-1502, que conecta con Torrelapaja y Bijuesca. 
El relieve del municipio está definido por un terreno irregular y barrancoso, vertebrado por el río Manubles, junto al que se asienta el pueblo. La altitud oscila entre los 1280 m al noroeste, en la sierra de la Vigornia, y los 950 m al sur, a orillas del río Manubles. El pueblo se alza a 981 m sobre el nivel del mar. 
| Noroeste: Reznos (Soria)     | Norte: Torrelapaja | Nordeste: Malanquilla |
| Oeste: Carabantes (Soria)    |                    | Este: Bijuesca        |
| Suroeste: Carabantes (Soria) | Sur: Bijuesca      | Sureste: Bijuesca     |

## Historia
En la antigüedad Berdejo era conocido con los nombres de Berdeio o Vergegium lo que ha dado lugar a equivocar el lugar de nacimiento de San Millán con Berceo. De su iglesia fue sacerdote San Millán sobre el año 560, cuando Torrelapaja era un barrio de Berdejo.
A mediados del siglo XIX, el lugar tenía contabilizada una población de 210 habitantes. Aparece descrito en el cuarto volumen del Diccionario geográfico-estadístico-histórico de España y sus posesiones de Ultramar de Pascual Madoz de la siguiente manera:

BERDEJO: l. con ayunt. de la prov., aud. terr. y c. g. de Zaragoza (18 1/2 leg.), part. jud. y adm. de rent. de Ateca (6 1/2), dióc. de Tarazona y arcedianato de Calatayud (8 1/2): sit. sobre una roca ó monte de piedra de color verde, de donde viene la etimología de su nombre, dominado por los vientos del N. y O., con clima frio y propenso á calenturas tifoideas é intermitentes: tiene 90 casas distribuidas en varias calles, con mas la de ayunt., en la que está la cárcel, una igl. parr. (San Millan) servida por un cura y un beneficiado, cuya prebenda se halla vacante en el dia: una escuela de primeras letras dotada con 800 rs. vn., á la que concurren 30 discípulos, y una fuente de buenas aguas, de las que se surten los vec. para beber y demas usos domésticos. El cementerio se halla en parage ventilado. Confina el térm. por N. con Torrelapaja; E. Clares; S. Bijuesca, dist. en todos estos puntos 1/2 leg., y por O. con Caravantes (1). En su circunferencia, y dist. 1/4 y medio leg. del pueblo, se encuentran un molino harinero con dos muelas, y á 1/2 leg. una ermita dedicada á San Juan Bautista. El terreno es de buena calidad, con montes muy poblados á la parte del SO., y corre por él y lo fertiliza el r. Manubles. Caminos: se halla en el térm. el que conduce á Calatayud desde Ciria; los demas son locales y están en mal estado. El correo se recibe de la adm. de Calatayud por medio de balijero los lunes y jueves, y se despacha los miércoles y domingos. prod.: trigo, cebada y centeno; cria ganado lanar y vacuno; caza de venados, perdices y palomas torcaces, y pesca abundante de anguilas, cangrejos y nutrias. ind.: la de dos molinos harineros. pobl.: 44 vec., 210 almas. contr.: 9,780 rs. 12 mrs.
(Madoz, 1846, p. 241)

## Demografía
Berdejo cuenta con una población de 38 habitantes (INE 2024).
| Gráfica de evolución demográfica de Berdejo entre 1842 y 2021                                                       |
| |
| Población de derecho según los censos de población del INE Población de hecho según los censos de población del INE |

## Administración y política
| Período   | Alcalde                  | Partido |  |
| --------- | ------------------------ | ------- |  |
| 1979-1983 | Francisco Rubio Serrano  | UCD     |  |
| 1983-1987 |                          |         |  |
| 1987-1991 |                          |         |  |
| 1991-1995 |                          |         |  |
| 1995-1999 |                          |         |  |
| 1999-2003 |                          |         |  |
| 2003-2007 |                          |         |  |
| 2007-2011 |                          |         |  |
| 2011-2015 | Fernando Escribano Rubio | PSOE    |  |
| 2015-2019 | Fernando Escribano Rubio | PSOE    |  |

| Partido político    | Partido político                                   | 2003   | 2007   | 2011   | 2015   |
| Partido político    | Partido político                                   | Ediles | Ediles | Ediles | Ediles |
|                     | Partido de los Socialistas de Aragón (PSOE-Aragón) | 1      | 1      | 3      | 3      |
|                     | Partido Popular de Aragón (PP)                     | 0      | 0      | 0      | —      |
|                     | Partido Aragonés (PAR)                             | —      | 0      | —      | —      |
| Total de concejales | Total de concejales                                | 1      | 1      | 3      | 3      |

## Cultura

### Patrimonio

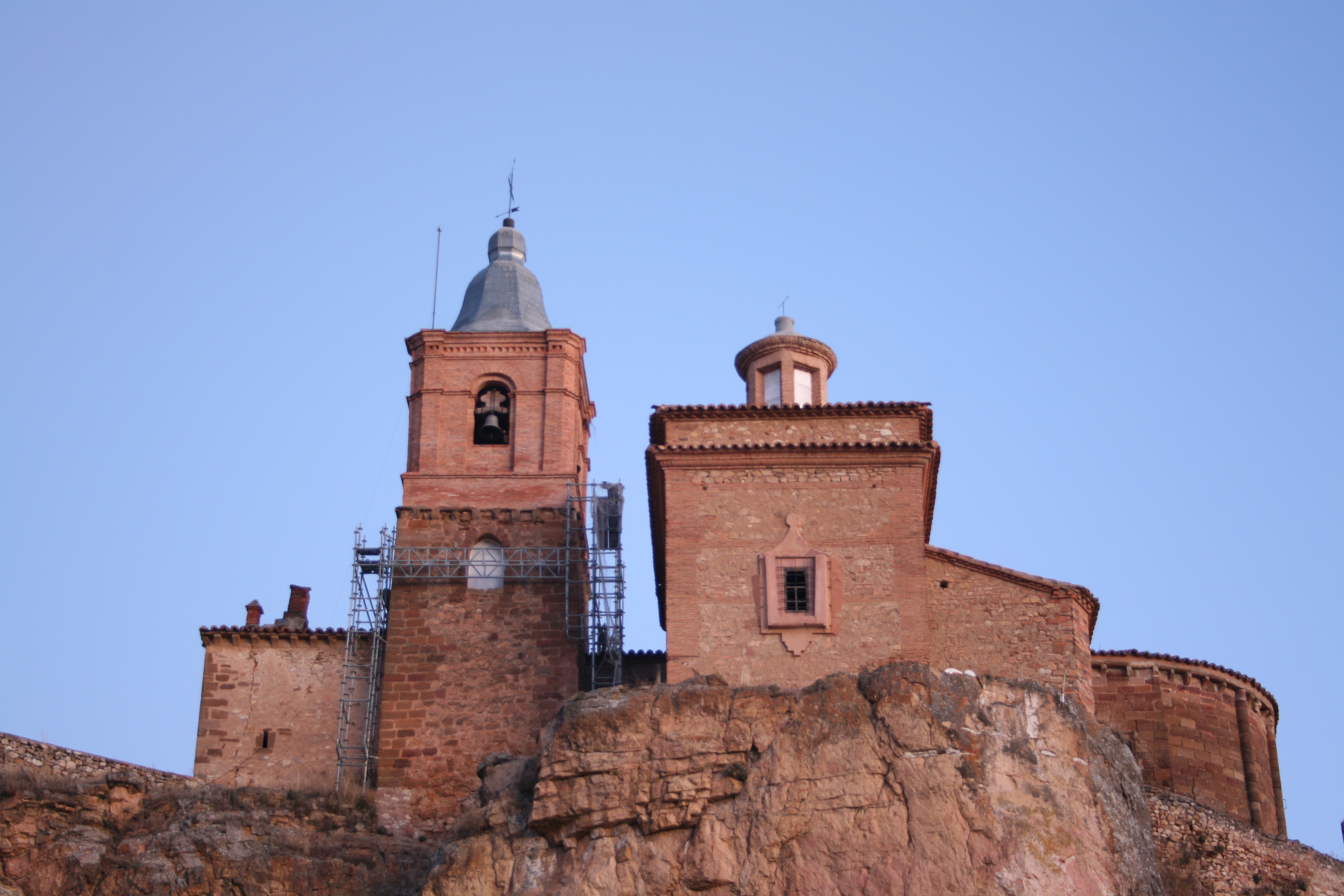
Iglesia de San Millán

En la localidad se encuentra la iglesia de San Millán. Hoy en día está encuadrada en el arciprestazgo del Alto Jalón de la diócesis de Tarazona.

### Fiestas
- 12 de noviembre, fiestas en honor al patrón: San Millán
- 8 de septiembre, fiestas en honor a la patrona Virgen del Río